# Calle de José Canalejas
La calle de José Canalejas es una vía pública de la ciudad española de Segovia.

## Descripción
La vía nace de la calle de la Herrería y discurre hasta conectar con la del Gobernador Llasera, en el punto en el que la de Arias Dávila desemboca en la plaza de San Martín. Se conoció antaño como «calle de San Martín» por la iglesia del mismo nombre, pero a comienzos del siglo XX se le cambió el título por el actual, con el que honra a José Canalejas Méndez (1854-1912), asesinado cuando era presidente del Consejo de Ministros. Aparece descrita en Las calles de Segovia (1918) de Mariano Sáez y Romero con las siguientes palabras:

Don José Canalejas.—Entra en la calle de Melitón Martín y sale a la plazuela de San Martín. Anteriormente se denominaba calle de San Martín por tener en su lado sur esta bonita iglesia románica y desde hace pocos años lleva el nombre actual. En esta calle sobre el Don y sobra el José y no decimos que sobra el Canalejas, porque para designar a este ilustre hombre público ha de necesitarse por lo menos de su apellido; pero sí hemos de lamentarnos del afán de imitación de estas localidades de poner a sus calles nombres de políticos, que podrán haber gobernado con más o menos fortuna, y haber contribuído desde las altas esferas del Gobierno, a la marcha progresiva de la Nación, cosa discutible en muchos de ellos, pero que no han hecho bien alguno, ni beneficio particular a poblaciones determinadas, y en este caso se encuentra Canalejas respecto a Segovia, que no hizo nada que sepamos por la Capital, y que, por lo tanto, no había para qué haber puesto su nombre a una de sus más principales calles. Acaso hubiera favorecido a Segovia, pues solía veranear en un pueblo próximo de la provincia y visitaba alguna vez la población, pero no pudo realizarlo, si lo pensaba, por haber sido vilmente asesinado por un anarquista, crimen que impresionó vivamente la conciencia pública, y que pudo dar motivo al acuerdo municipal al rotular la calle. [...] Habremos de reseñar sucintamente lo principal que hay en esta calle, que es la iglesia de San Martín, al tratar de la plazuela de este nombre y que ahora omitimos remitiéndonos a la descripción que haremos de dicha vía. Esta calle de Canalejas (e instintivamente suprimimos el Don y el José, que no son necesarios para diferenciar a tan notable hombre público), ees corta, pero de inmejorable aspecto, limpia, de buena anchura, y son sus principales casas las de los sucesores de la familia Ruiz, antes de los marqueses de Herrera, Gonzalo de Herrera y de García Sánchez y Garci González, familia Ruiz, precursora de los que fué después la importante sociedad «Unión Resinera Española».
(Sáez y Romero, 1918, pp. 67-68)